# Курт, Рихард
Ри́хард Курт (нем. Richard Kurth; 26 апреля 1908, Райнфельден — 1970, Бад-Ишль, Верхняя Австрия) — немецкий кондитер, автор знаменитых в Австрии ишльских тортиков.

## Биография
Рихард Курт учился кондитерскому делу в Лёррахе. Сдав экзамены на помощника кондитера на отлично, работал в кондитерских Баден-Бадена, Берлина, Гамбурга, Лейпцига, Нюрнберга, Штутгарта и Висбадена. В Вольфенбюттеле успешно сдал экзамен на кондитера и позднее эмигрировал в Гватемалу. Кондитерская в городе Гватемале, где работал Курт, вскоре заняла одно из первых мест в стране. После объявления Германией войны США Курт был арестован в январе 1942 года как гражданин враждебной страны и после длительного заключения вернулся в Германию. Впоследствии переехал в австрийский Бад-Ишль и работал там в знаменитой фамильной кондитерской «Цаунер», обеспечив ей дальнейший успех. Позднее Курт женился на приёмной дочери Цаунеров Розине. После трагической гибели супруги Курт возглавил семейное дело Цаунеров. За свой рецепт ишльских тортиков на Всемирной выставке 1958 года в Брюсселе Рихард Курт был награждён золотой медалью. В 1962 году женился на учительнице Хильдегард Райтингер, которая стала его помощницей в кондитерской.